# Доливо, Анатолий Леонидович
Анатолий Леонидович Доливо (настоящая фамилия Соботницкий; 29 сентября (11 октября) 1893 — 20.04.1965) — певец (бас), педагог, доктор искусствоведения. Заслуженный деятель искусств РСФСР.

## Биография
Анатолий Леонидович Доливо родился 11 октября 1893 года в городе Павлограде. 
В 1918 году стал выпускником физико-математического факультета Московского университета и Московской консерватории, учился по классу вокала у преподавателя Умберто Мазетти. С 1918 года выступал как камерный певец.
Его другом был Дмитрий Николаевич Ревуцкий. Когда Анатолий Доливо гастролировал в Киеве в 1920-х годах, исполняя в том числе и песни народов, Дмитрий Ревуцкий посещал все его концерты. Среди его знакомых был украинский бас Иван Паторжинский.
Стал работать в консерватории с 1930 года.
В 1932 году ему присвоили звание профессора.
В период с 1932 по 1943 год был заместителем кафедры камерного пения, с 1956 по 1965 год — сольного пения. В 1944 году стал «Заслуженным деятелем искусств РСФСР».
В 1947 году стал доктором искусствоведения. Среди его учеников — Э. Саркисян, Маргарита Худовердова, А. Левандовская.
Гастролировал в Украине, Франции, Германии, Норвегии, Швеции, Великой Британии. Готовил премьеры «Трехгрошовой оперы» Курта Вайля «Еврейских песен» М.Равеля.
В 1948 году была издана его книга «Певец и песня» Государственным музыкальным издательством.
Умер 20 апреля 1965 года в Москве. Похоронен на Введенском кладбище (6 уч.).